# Spermophilus dauricus
Espèce
Statut de conservation UICN

LC : Préoccupation mineure
Spermophilus dauricus est une espèce de rongeurs de la famille des sciuridés qui se rencontre en Chine, en Mongolie et en Russie.

## Description
Ce petit écureuil terrestre mesure entre 165 et 270 mm de long avec une queue courte d'environ un cinquième de la longueur de son corps. Son poids varie entre 165 et 265 g. La couleur du corps est chamois ou roux grisâtre sans taches. La queue se termine de jaune et a une bande foncée distinctive juste en avant de celle-ci. Il a un anneau pâle autour de l'œil qui s'étend jusqu'à l'oreille. La plante des pieds antérieurs est nue tandis que celle des pieds postérieurs est couverte de poils. Le pelage est court et grossier en été mais plus long et plus doux en hiver.

## Répartition
La population de Spermophilus dauricus s'étend dans le nord-est de la Chine, jusqu'en Mongolie et dans la région de Transbaïkalie en Russie. Il existe deux sous-espèces en Chine, Spermophilus dauricus mongolicus qui se rencontre à Hebei, Pékin, Tianjin, Henan et Shandong, et Spermophilus dauricus ramosus, inventorié dans le Jilin, le Heilongjiang, le Liaoning, l'est de la Mongolie intérieure et le Shanxi.

## Mode de vie
Cet écureuil terrestre vit dans les plaines ouvertes et en bordure des zones désertiques telles que la bordure nord du désert de Gobi en Mongolie. C'est une espèce vivant en colonie, creusant des terriers relativement simples qui n'ont généralement que deux trous d'entrée. Les tunnels dépassent rarement deux mètres de long bien qu'ils s'étendent parfois beaucoup plus loin. Les jeunes naissent au printemps dans un nid tapissé d'herbe à une profondeur d'un demi-mètre. La taille de la portée varie entre deux et neuf. Le régime alimentaire se compose des parties vertes des plantes, des graines et des céréales.

## Systématique
Le nom valide complet (avec auteur) de ce taxon est Spermophilus dauricus Brandt, 1843.
Spermophilus dauricus a pour synonymes :
- Spermophilus mongolicus (Milne-Edwards, 1867)
- Spermophilus ramosus (Thomas, 1909)
- Spermophilus umbratus (Thomas, 1908)
- Spermophilus yamashinae (Kuroda, 1939)